# Corbu, Constanța
Corbu là một xã ở hạt Constanţa, România.
Xã này có 3 làng:
- Corbu (tên lịch sử: Corbu de Jos, Gargalâcul-Mic, tiếng Thổ Nhĩ Kỳ: Aşağı Kargalık)
- Luminiţa (tên lịch sử: Şahman)
- Vadu (tên lịch sử: Caraharman, tiếng Thổ Nhĩ Kỳ: Karaharman)